# سیارک ۲۹۹
سیارک ۲۹۹ (به انگلیسی: 299 Thora) دویست و نود و نهمین سیارک کشف شده‌است که در ۶ اکتبر ۱۸۹۰ و در وین کشف شد.
قدر مطلق سیارک برابر ۱۱٫۴۰ است.